# Geometry Dash SubZero
Geometry Dash SubZero è il terzo spin-off di videogioco a piattaforme e musicale
sviluppato e pubblicato da RobTop dal creatore di Geometry Dash il 21 dicembre 2017, appartenente alla stessa serie del videogioco.

## Modalità di gioco
Questa modalità (come il videogioco spin-off Geometry Dash Meltdown) consente l'utilizzo del touchscreen e la tastiera con mouse. È inoltre sarà disponibile la possibilità di trasferire determinati dati sbloccabili alla versione completa tramite gli account utente.

## Livelli
In questo spin-off di Geometry Dash presenta 3 livelli esclusivi:
- Livello 1: Press Start
- Livello 2: Nock Em
- Livello 3: Power Trip